# Осетки (Артёмовская волость)
Осетки — деревня в Невельском районе Псковской области России. Входит в сельское поселение Артёмовская волость.

## География
Находится в 13 верстах к юго-востоку от волостной деревни Борки и в 1 км от дороги Невель — Усвяты.

## Население
Численность населения деревни на конец 2000 года составляла 16 жителей.